# Kim Mi-Jung
Kim Mi-Jung (en coreano: 김미정; 29 de marzo de 1971) es una deportista surcoreana que compitió en judo.
Participó en los Juegos Olímpicos de Barcelona 1992, obteniendo una medalla de oro en la categoría de –72 kg. En los Juegos Asiáticos consiguió dos medallas, en los años 1990 y 1994.
Ganó dos medallas en el Campeonato Mundial de Judo, en los años 1991 y 1993, y tres medallas en el Campeonato Asiático de Judo entre los años 1993 y 2007.

## Palmarés internacional
| Juegos Olímpicos    | Juegos Olímpicos    | Juegos Olímpicos  | Juegos Olímpicos |
| Año                 | Lugar               | Medalla           | Categoría        |
| ------------------- | ------------------- | ----------------- | ---------------- |
| 1992                | Barcelona (España)  | Medalla de oro    | –72 kg           |
| Campeonato Mundial  |                     |                   |                  |
| Año                 | Lugar               | Medalla           | Categoría        |
| 1991                | Barcelona (España)  | Medalla de oro    | –72 kg           |
| 1993                | Hamilton (Canadá)   | Medalla de bronce | –72 kg           |
| Juegos Asiáticos    |                     |                   |                  |
| Año                 | Lugar               | Medalla           | Categoría        |
| 1990                | Pekín (China)       | Medalla de bronce | –72 kg           |
| 1994                | Hiroshima (Japón)   | Medalla de oro    | –72 kg           |
| Campeonato Asiático |                     |                   |                  |
| Año                 | Lugar               | Medalla           | Categoría        |
| 1993                | Macao (Portugal)    | Medalla de plata  | –72 kg           |
| 2004                | Almatý (Kazajistán) | Medalla de bronce | –70 kg           |
| 2007                | Kuwait (Kuwait)     | Medalla de bronce | –70 kg           |